# Kermes siamensis
Kermes siamensis är en insektsart som först beskrevs av Cockerell 1929.  Kermes siamensis ingår i släktet Kermes och familjen eksköldlöss. Inga underarter finns listade i Catalogue of Life.